# Marius Glauer
Marius Glauer (* 6. November 1983 in Oslo) ist ein deutsch-norwegischer Künstler.

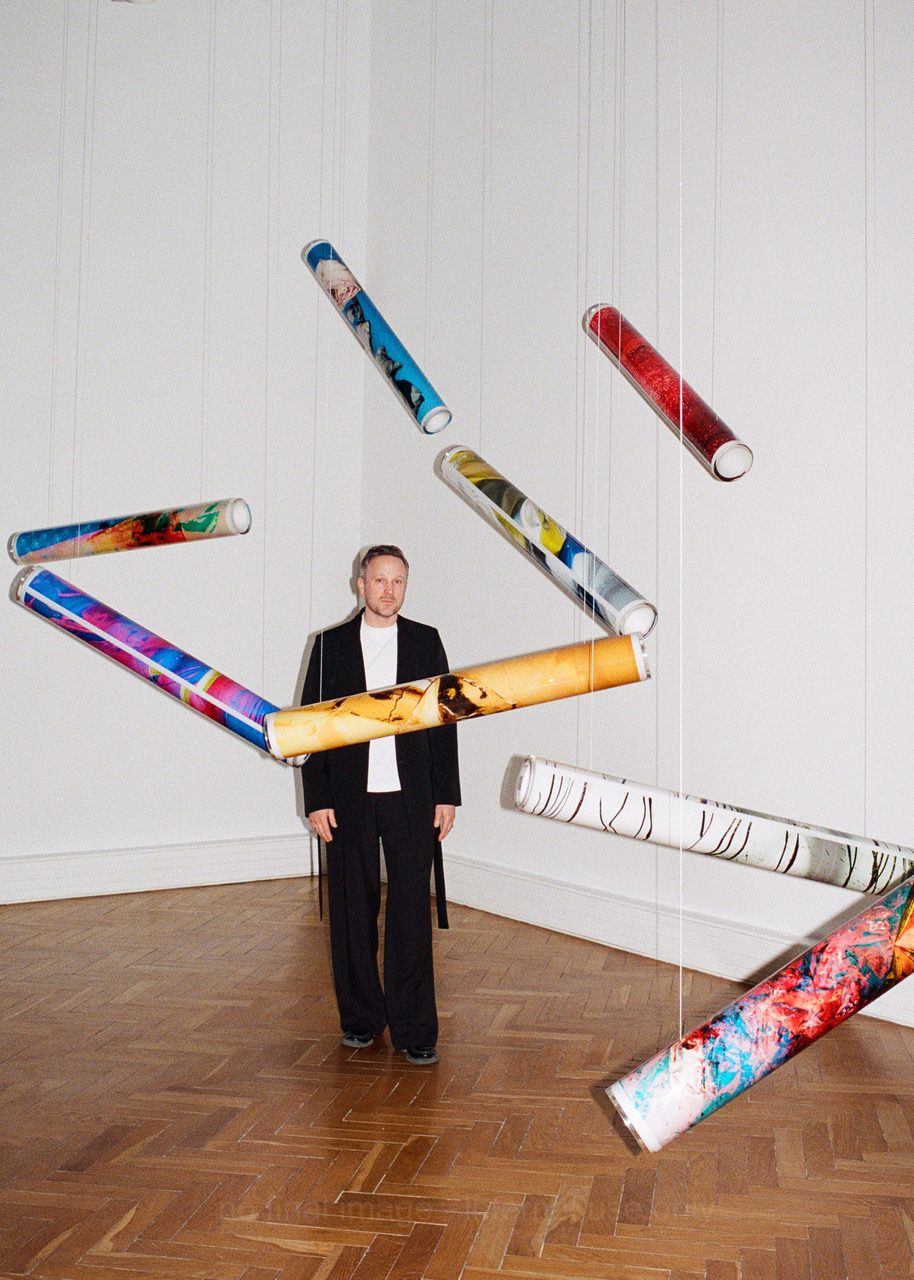
Marius Glauer, Ausstellung "Wait a Minute", Francisco Carolinum, Linz 2025

## Leben und Werk
Marius Glauer wuchs in Berlin-Steglitz auf. Er hat eine Fotografie-Ausbildung am Lette-Verein absolviert. Anschließend studierte er Bildende Kunst an der Universität der Künste in Berlin und an der Parsons School of Design in New York City. Während der Studienzeit gründete er die Produzentengalerie Heit in Berlin mit. Sein Studium der Bildenden Kunst schloss er als Meisterschüler bei Josephine Pryde ab.
Marius Glauers konzeptioneller Schwerpunkt liegt im Grenzbereich zwischen Fotografie und Skulptur. In seinen Assemblagen werden Materialien, Blumen und Objets trouvés in Versuchsanordnungen in hyperreale Scheinwelten und skulpturale Stillleben verwandelt. Indem er Konventionen in Frage stellt und sich gleichzeitig von den Traditionen der Malerei und Bildhauerei inspirieren lässt, schafft er futuristische Bilder. Die von Glauer verwendeten Materialien sind zu visuellen, materialpoetischen Erzählungen verwoben. Seine Arbeiten bewegen sich in der Sphäre zwischen harter Realität und romantischer Fiktion.
Kunstwerke von Marius Glauer wurden in öffentliche und private Kunstsammlungen aufgenommen, u. a. in die Mercedes-Benz Art Collection und in die Kunstsammlung des Museums Francisco Carolinum in Linz.
Marius Glauer lebt und arbeitet in Berlin und Oslo.

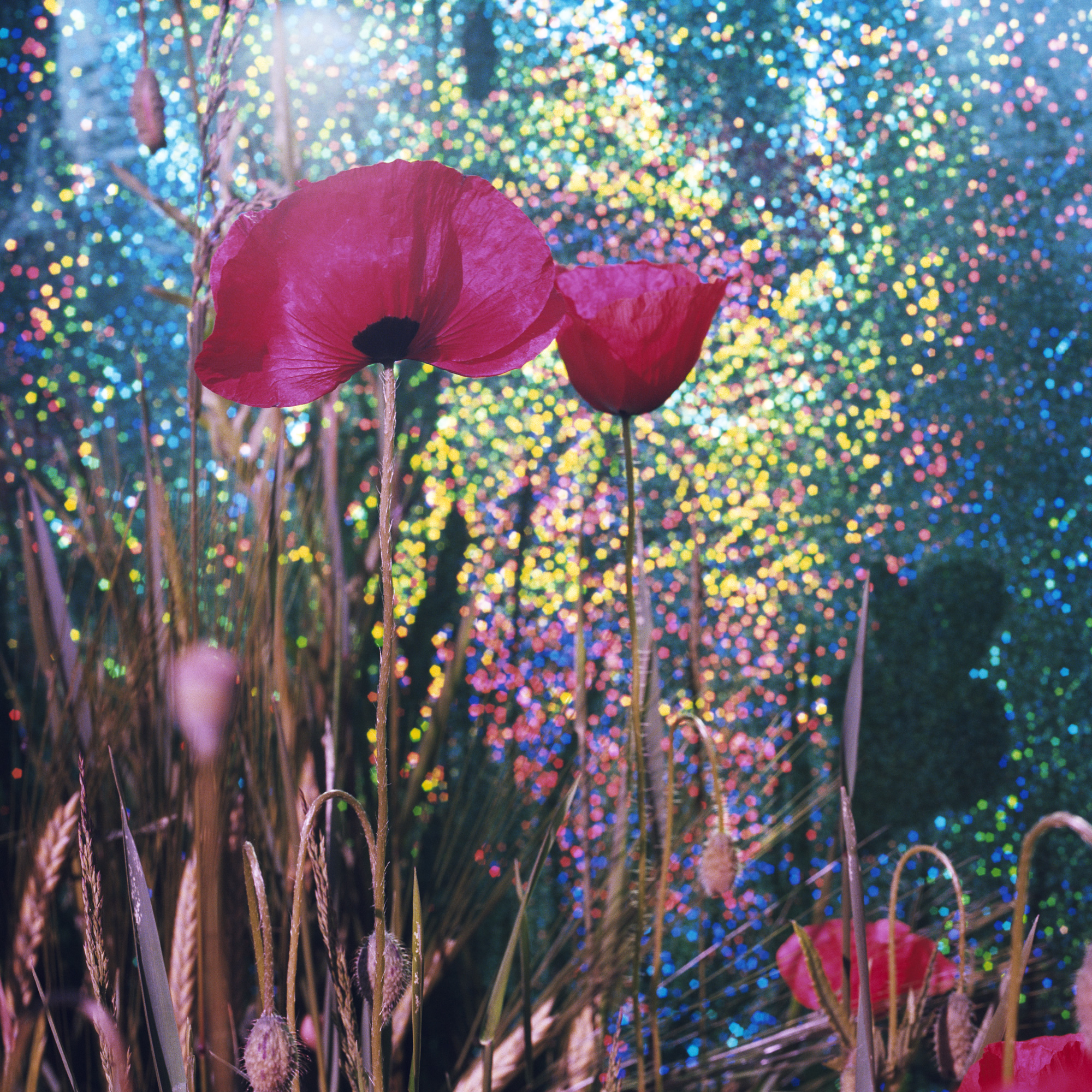
Marius Glauer Poppies 3, 2020. C-Print, 120 × 120 cm, unique work, in Privatsammlung Berlin

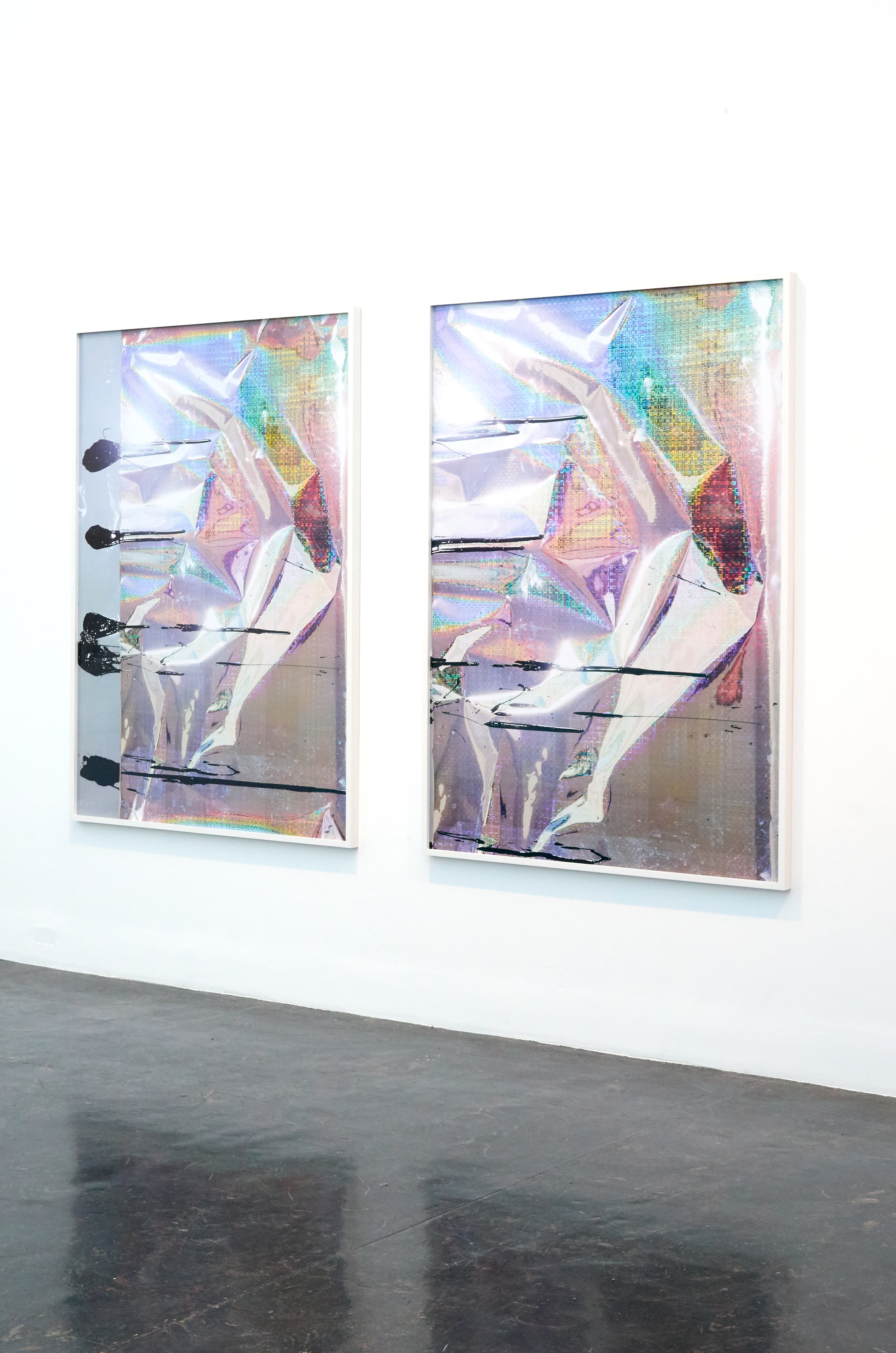
Marius Glauer, Black Paint Silver Foil 1&2, Kunstnernes Hus Oslo, 2016

## Ausstellungen (Auswahl)
- Marius Glauer, Eigen+Art Lab, Berlin 2025[3]
- Wait a Minute, Francisco Carolinum, Linz 2025[4]
- Marius Glauer @park, Galerie Britta Rettberg, München 2024[5]
- Freeze, kuratiert von Charlotte Sarrazin, Bad Posture, Lausanne 2024[6]
- In Between, Villa Schöningen, Potsdam 2022
- Thoughts on Albert Camus, Venetia Initiatives, New York City 2022
- Solo Show and Book Launch, Martina Tauber Fine Art, München 2021
- New Viewings, Galerie Barbara Thumm, Berlin 2020
- Berlin Edition, Museum of Now, Berlin 2019
- Glauer Joie De Vivre, Fructa, München 2019
- Poème, Celina Dzyacky and Marius Glauer, AddsDonna, Chicago 2018[7]
- Last Night´s Fortune Teller, Mercedes-Benz Art Collection, Berlin 2017
- Høstutstillingen, Kunstnernes Hus, Oslo 2016
- Marius Glauer, Heit, Berlin 2015

## Presse
- Warte mal kurz, Parnass: das Kunstmagazin, April 2025
- Marius Glauer philosophiert über die Auster, Der Standard, April 2025
- Die Bilder im Raum, gallerytalk.net, März 2025
- Marius Glauer in Linz, Monopol, März 2025
- Künstlerportrait, Berliner Zeitung Nr. 241, Oktober 2021
- The Art of Becoming, Office Magazine, September 2019
- Glauer Joie De Vivre, gallerytalk.net, September 2019
- Zwischen Bild und Beschreibung, Taz, Dezember 2017
- Ausstellungsempfehlung für Berlin: Glanz und Glitter, Taz, Juni 2017
- Meeting Berlin’s New Art Scene, Indie Magazine, Mai 2016

## Publikationen
- Wait a Minute, Francisco Carolinum, Linz 2025
- Giacomettis Raum, Süddeutsche Zeitung +3 Magazin, 2022
- Christian Ganzenberg (Hrsg.): Monografie GLAUER. Hatje Cantz Verlag, Berlin 2021

## Sammlungen
- Kunstsammlung des Museums Francisco Carolinum
- Mercedes-Benz Art Collection